# Hubert de Givenchy
Hubert Taffin de Givenchy, mais conhecido como Hubert de Givenchy (Beauvais, 20 de fevereiro de 1927 - 10 de março de 2018), foi um aristocrata e estilista francês.

## Biografia

### Origens
Filho do marquês de Givenchy, Lucien Taffin de Givenchy, e da marquesa de Givenchy, Béatrice Taffin de Givenchy, seu avô materno dirigia uma oficina de tapetes em Beauvais. Muito cedo ele demonstrou interesse pela moda. Aos dez anos, ao visitar uma exposição de figurinos dos mais famosos estilistas franceses, identificou-se imediatamente com o universo luxuoso da alta-costura. Aos dezessete anos Givenchy foi para Paris, levando uma pasta cheia de desenhos. Trabalhou nas casas de Jacques Fath, Robert Piguet, Lucien Lelong e Elsa Schiaparelli. Abriu sua própria maison em 1952, e o reconhecimento foi quase imediato.
Ao contrário do que sua família desejava, Givenchy não se tornou advogado, tendo cursado a Escola de Belas Artes, em Paris. Chegou a trabalhar com nomes importantes da costura parisiense, como Jacques Fath, Robert Piguet e Lucien Lelong. Trabalhou também com Christian Dior e Elsa Schiaparelli, antes de abrir sua própria maison, em 1952, no número 8 da rua Alfred de Vigny, na Monceau Plain, em Paris. Nesse mesmo ano, apresentou sua primeira coleção de alta-costura, que ficou marcada pela blusa de babados nas mangas, batizada de Bettina, nome da sua principal modelo e também relações públicas da marca.

### Audrey Hepburn

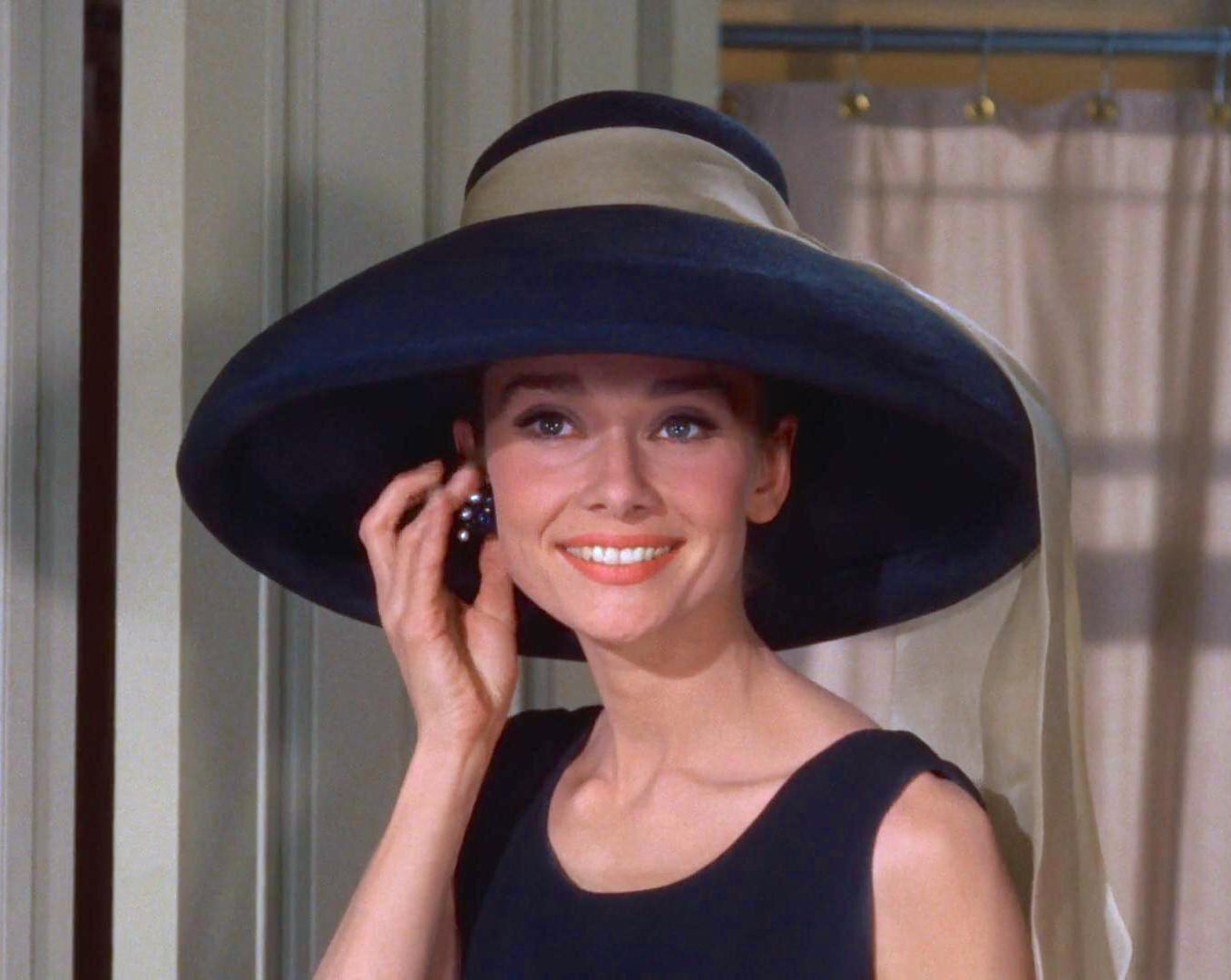
Audrey Hepburn

O ano de 1953 foi muito importante para Givenchy, pois conheceu aquela que viria a ser sua musa inspiradora, amiga e responsável por muito de seu sucesso internacional, a atriz Audrey Hepburn. O estilista criou modelos para a atriz, imortalizados em filmes como "Bonequinha de Luxo" ("Breakfast at Tiffany's"), de 1961, "Cinderela em Paris" ("Funny Face"), de 1957 e "Sabrina", de 1954. Esse último chegou a ganhar o Oscar de melhor figurino, que era assinado por Edith Head - a designer mais requisitada de Hollywood na época -, a qual não deu o devido crédito a Givenchy pelo famoso vestido de baile, usado por Audrey Hepburn no filme. Além de Audrey Hepburn, Givenchy vestiu outras tantas famosas, como Jacqueline Kennedy, Grace Kelly e a duquesa de Windsor.
Também em 1953, Givenchy encontrou o estilista espanhol Cristóbal Balenciaga, que foi seu grande mestre, segundo declaração feita pelo próprio Givenchy. A influência de Balenciaga está presente no espírito de muitas de suas criações e o evidente gosto pela estrutura minimalista das roupas.
Durante os anos 50, ele criou vários modelos "chemisier", na forma saco, largos na parte superior e afunilando-se em direção à bainha. Também fez muito sucesso com os separáveis - peças que podem ser combinadas entre si -, e com as suas famosas blusas de tecidos de camisas. Foi o primeiro designer de alta-costura a apresentar uma coleção feminina de prêt-à-porter, intitulada "Givenchy Université", em 1954. Em 1957, lançou seu primeiro perfume, o feminino Le De e criou o perfume L'Interdit, em homenagem a Audrey Hepburn. Posteriormente, criou vários perfumes, e entre eles destacam-se Amarige, Organza Eau de Parfum, Organza First Light e So Givenchy. 
Em 1973, entrou para o mundo da moda masculina, com o lançamento da linha Gentleman Givenchy. Em 1981 a Maison Givenchy foi vendida, sendo que a linha de perfumes ficou com a Veuve Clicquot e a divisão de alta-costura foi para o Grupo Louis Vuitton Moët Hennessy. Atualmente, a Louis Vuitton também é proprietária da linha de perfumes fabricados pela Givenchy.

### Aposentadoria
Givenchy despediu-se das passarelas em 1995, com um desfile para o qual foram convidados apenas amigos pessoais, estilistas e principais clientes. A marca Givenchy continua a existir. Algumas das principais modelos da marca são Liv Tyler e Paula Enderle, famosas pelos comerciais da grife.
Um ano depois, em outubro de 1996, o britânico Alexander McQueen foi escolhido como seu sucessor. Sua primeira coleção para a Givenchy foi apresentada em janeiro de 1997 e, em 1998, ganhou o prêmio de melhor designer do International Fashion Group. Após algumas especulações sobre quem se tornaria o principal nome da marca, no lugar de McQueen, Julien Macdonald foi nomeado diretor artístico da casa em março de 2001.

### No Brasil
Hubert de Givenchy esteve no Brasil duas vezes: a primeira na década de 50, para o lançamento de uma coleção de algodão que havia sido encomendada pela Fábrica de Tecidos Bangu e a outra, em 1995, para abrir o Primeiro Congresso Brasileiro de Moda, promovido pelo Instituto Zuzu Angel e pela Faculdade Veiga de Almeida, no Rio de Janeiro.
O estilista italiano Riccardo Tisci dirigiu a marca de 2005 a 2017, quando a britânica Clare Waight Keller assumiu a direção criativa, primeira designer mulher a exercer o cargo. Após três anos, em abril de 2020, ela deixou a função.
Desde de junho de 2020 a Givenchy é comandada pelo estilista americano Matthew Williams.